# 村山藩
村山藩（日语：／ Murayama-han */?）是位於日本出羽國村山郡的藩，成立於天和2年2月22日（1682年3月30日），藩廳所在地不明，元祿12年6月13日（1699年7月9日）由於轉封而廢藩。

## 歷史
天和2年2月22日（1682年3月30日），遠江橫須賀藩主本多利長由於處理藩政不善，加上接待巡見使不周而被改易，不過江戶幕府念在其祖先的功勞，將原本由代官松平清三郎管治的出羽國村山郡內一萬石幕府領下賜予利長，村山藩自此成立。利長在元祿5年12月16日（1693年1月21日）死去後，由其侄子本多助芳（本多助久之子）繼位。元祿12年6月13日（1699年7月9日），助芳轉封至越後糸魚川藩，村山藩也就此廢藩，原村山藩領則重新劃為幕府領。根據《藩史大事典》引述《西村山郡史》記載，村山藩領本身分為寒河江領、長崎領以及山形領，寒河江領分別是達磨寺村、高屋村、仁田村、北目村和北山村，長崎領是君田町村、小泉村、島村、四沼村和柳澤村，山形領則是杉下村，總計約5,730石，另有漆山領約四千石。

## 歷任藩主
| 大名家 | 家格 | 藩主     | 石高   |
| ------ | ---- | -------- | ------ |
| 本多氏 | 譜代 | 本多利長 | 一萬石 |
| 本多氏 | 譜代 | 本多助芳 | 一萬石 |

## 領地
村山藩的領地如下，基於相給也有可能同時是皇室領、公家領、幕府領、其他藩領、旗本領或寺社領。
| 令制國 | 郡     | 町村數目 | 領地                                                                                     |
| ------ | ------ | -------- | ---------------------------------------------------------------------------------------- |
| 出羽國 | 村山郡 | 11村     | 今宿村、北目村、北山村、君田町村、小泉村、島村、杉下村、高屋村、達磨寺村、仁田村、柳澤村 |

### 註解
1. ↑  《角川日本地名大辭典》和《藩史大事典》分別記載山野邊村和四沼村為村山藩領[5][1]。